# The X Factor (tizenötödik évad)
A The X Factor egy brit tehetségkutató, melynek legfőbb célja, hogy új popsztárokat fedezzen fel. A műsor tizenötödik évada 2018. szeptember 1-jén vette kezdetét az angol ITV-n. A show fináléja december 2-án volt az SSE Arenában. A műsor házigazdája az idei évadban is Dermot O'Leary. Idén a műsor alkotójához Simon Cowellhez, Louis Tomlinson, Ayda Williams és Robbie Williams csatlakozott a zsűriben. Idén már második alkalommal tért vissza a show online kísérő műsora az Xtra Bites, melynek házigazdája Becca Dudley mellett Tinea Taylor volt. Az idei évadban Nile Rodgers öt élő adásban zsűrizett a koncerteken fellépő Robbie Williams helyett. Az évad nyertese a jamaicai származású Dalton Harris lett a Fiúk kategóriájából, mentora Louis Tomlinson volt, ezzel Dalton az első győztes, aki nem az Egyesült Királyságból származik.

## A zsűri és a műsorvezetők
2018 áprilisában bejelentették, hogy az előző két évadban mentorként szereplő Nicole Scherzinger idén nem tér vissza a zsűribe,  továbbá június 7-én az ITV közölte, hogy a tizenhárom évet zsűriző Louis Walsh is távozik a műsorból. A közlemény azt is tartalmazta, hogy a megújulás jegyében idén a műsor alkotójához Simon Cowellhez négy zsűritag csatlakozik. A négy ítész egyike a visszatérő Sharon Osbourne, aki kizárólag az élő adásokban fog feltűnni pártatlan ötödik zsűritagként. Az előzetes tervekkel ellentétben Osbourne szeptember 29-én bejelentette, hogy mégsem tér vissza a zsűribe.

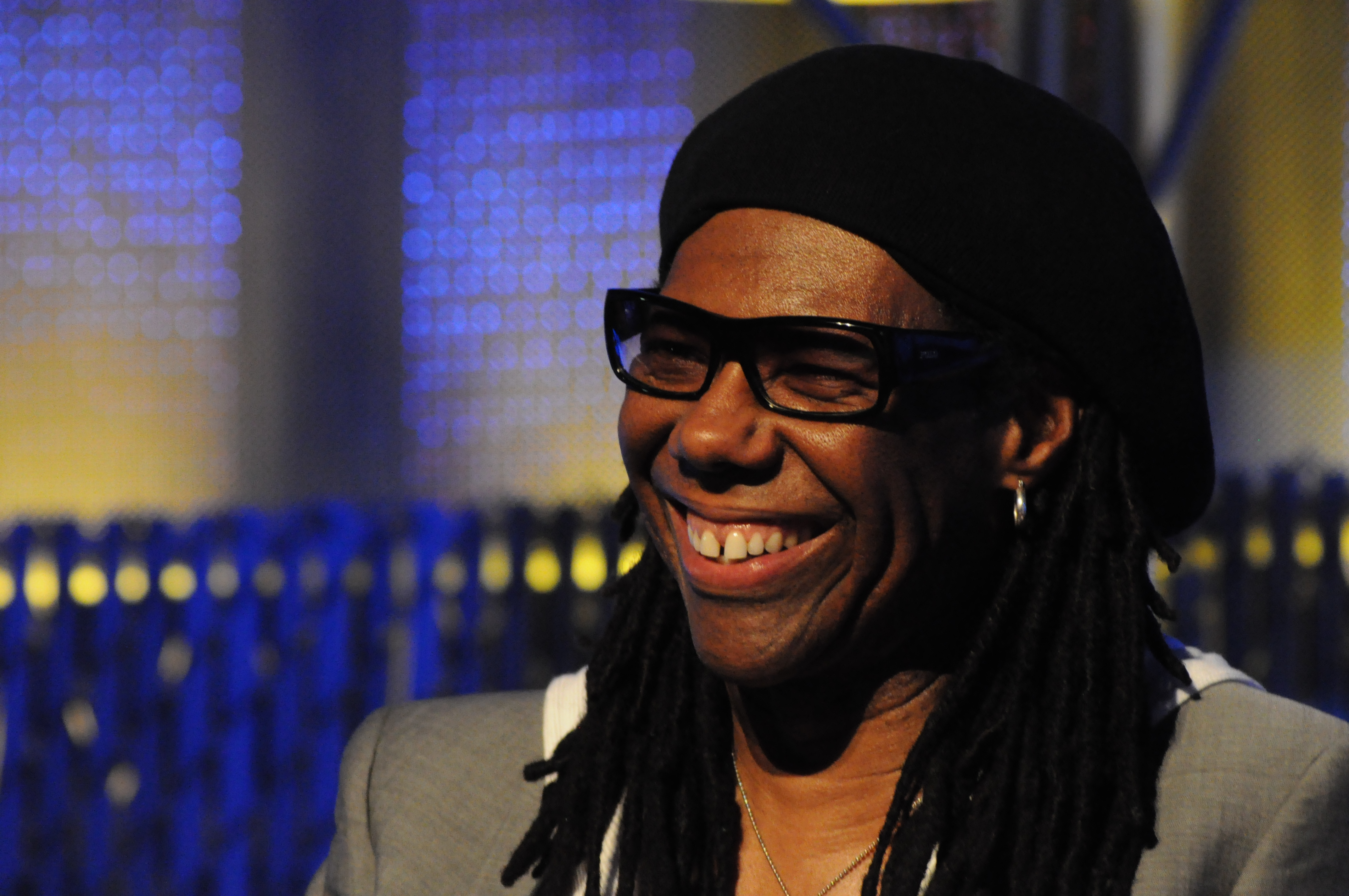
Nile Rodgers előadó és producer öt adásban helyettesítette a koncertező Robbie Williamst, valamint feltűnt a mentorok házában is Louis Tomlinson segítőjeként.

2018. július 16-án hivatalossá vált, hogy Simon Cowell mellett Robbie Williams és felesége Ayda Williams, valamint a One Direction egyik énekese Louis Tomlinson foglal helyet az évad állandó zsűrijében.
Idén a műsorvezető személyében nem történt változás, a műsor házigazdája immár tizenegyedik alkalommal Dermot O'Leary.
Második alkalommal jelentkezett az idei évben a show online kísérőműsora az Xtra Bites. Visszatért házigazdaként a műsorba Becca Dudley, hozzá azonban egy új műsorvezető Tinea Taylor csatlakozott.
November 2-án az ITV bejelentette, hogy Robbie Williams helyét november 5-18 között Nile Rodgers veszi át. Ennek oka az volt, hogy Robbie Dél-Amerikában turnézott ezen időpontokban.

## A kiválasztás menete

### Jelentkezés
A jelentkezés feltételei idén változatlanok maradtak, azaz a jelentkezés alsó korhatára a 14 éves kor volt. Az évadba való jelentkezés 2017 novemberében kezdődött meg, a 14. évad több adásában futott a jelentkezésre buzdító reklám. Idén is visszatértek a mobilválogatások, amelyek az egész országot járva próbálták megszólítani a tehetségeket. Idén ismét lehetett a Whatsapp alkalmazás használatával jelentkezni a műsorba.

### Producerek meghallgatásai
A producerek idén is több városban keresték azokat a versenyzőket, akik majd megmutathatják magukat a zsűri előtt is. A producerek többek között jártak Londonban, Manchesterben, Liverpoolban és Birminghamban is.

### A zsűri meghallgatásai
Az idei évadban a korábbi két évadtól eltérőn a válogatások nem kis szobában zajlottak a zsűri tagjai előtt, hanem a 12. évadhoz hasonlóan a versenyzőket arénában hallgatták meg az ítészek több ezer fős közönség előtt. A válogatások Londonban zajlottak kilenc napon keresztül.
| Város  | Időpont             | Helyszín               |
| ------ | ------------------- | ---------------------- |
| London | 2018. július 18-20. | The SSE Arena, Wembley |
| London | 2018. július 22-24. | The SSE Arena, Wembley |
| London | 2018. július 26-28. | The SSE Arena, Wembley |

#### A zsűri tanácskozása
Az idei évadban a korábbi évadoktól eltérőn nem volt tábor, helyette a zsűri tagjai a július 30-án tartott tanácskozáson döntötték el, hogy a válogatáson sikeresen szereplő versenyzők közül kik kapnak lehetőséget, hogy újra színpadra állhassanak a hat-szék kihívás nevű fordulóban.
A döntés közlése után minden zsűritag megtudta, hogy melyik kategória mentora lesz az idei évadban. Robbie Williams a Csapatok, Ayda Williams a 30 év felettiek, Louis Tomlinson a Fiúk, míg Simon Cowell a Lányok mentora lett.

### A hat-szék kihívás
A válogatáson és tanácskozáson sikeresen bizonyító versenyzők idén egyenesen a műsor ezen fordulójába jutottak, azaz az idei évben nem volt Tábor. A kihívás felvétele augusztus 1-3-ig zajlott a The SSE Arena, Wembley-ben Londonban több ezer fős közönség előtt.
Újítás az idei évben a színpad előtt elhelyezkedő arany X gomb, melynek megnyomásával az egyes kategória egy kiválasztott versenyzője azonnal bejut a műsor következő fordulójába, azaz őt már nem válthatja másik versenyző a székében. A Lányok kategóriából Bella Penfold, a Fiúk közül Brendan Murray, a 30 év felettiek kategóriából Ricky John, a Csapatok közül pedig Aaliyah and Acacia K kapták meg az azonnali továbbjutás lehetőségét.

### A mentorok háza
Simon Cowell az idén ötven hírességet hívott meg malibui othhonába, hogy hallgassák meg a még versenyben levő lányokat, közülük Paula Abdul, Randy Jackson és Diane Warren nyújtott segítséget a végső döntésben. Rajtuk kívül jelen volt még többek között Paul Anka, Dallas Austin, Babyface, Adam Lambert, Leona Lewis, Ryan Seacrest, Sinitta és Tricky Stewart is. Louis Tomlinson Ibizára utazott a még versenyben lévő fiúkkal, neki korábbi csapattársa Liam Payne és Nile Rodgers nyújtott segítséget a választásban. Ayda Williams a versenyzőivel Los Angelesbe utazott, ahol Adam Lambert és a show korábbi nyertese Leona Lewis segített neki. Robbie Williams Beverly Hillsben fogadta a csapatait, neki a Britain's Got Talent zsűritagja David Walliams adott tanácsokat.
Idén minden zsűritag 4-4 versenyzőt juttat tovább kategóriájából az élő adásokba.
| Zsűritag        | Kategória       | Helyszín      | Segítő(k)                                  | Kiesett versenyzők             |
| --------------- | --------------- | ------------- | ------------------------------------------ | ------------------------------ |
| Simon Cowell    | Lányok          | Malibu        | Paula Abdul, Randy Jackson és Diane Warren | Georgia Burgess, Maria Laroco  |
| Louis Tomlinson | Fiúk            | Ibiza         | Liam Payne és Nile Rodgers                 | J-Sol, Thomas Pound            |
| Ayda Williams   | 30 év felettiek | Los Angeles   | Adam Lambert és Leona Lewis                | Ricky John, Louise Setara      |
| Robbie Williams | Csapatok        | Beverly Hills | David Walliams                             | Panda és Burgandy, Sweet Sense |

## Döntősök
Jelmagyarázat:
     – Nyertes
     – Második helyezett
     – Harmadik helyezett
| Kategória (mentor)              | Versenyzők       | Versenyzők        | Versenyzők     | Versenyzők        |
| ------------------------------- | ---------------- | ----------------- | -------------- | ----------------- |
| Lányok (Simon Cowell)           | Shan Ako         | Scarlett Lee      | Bella Penfold  | Molly Scott       |
| Fiúk (Louis Tomlinson)          | Dalton Harris    | Armstrong Martins | Brendan Murray | Anthony Russell   |
| 30 év felettiek (Ayda Williams) | Janice Robinson  | Giovanni Spano    | Danny Tetley   | Olatunji Yearwood |
| Csapatok (Robbie Williams)      | Acacia & Aaliyah | LMA Choir         | Misunderstood  | United Vibe       |

## Élő adások
Az idei évben a tavalyi évadhoz hasonlóan 16 versenyző jutott be az elő adásokba. Az első élő adást október 20-án közvetítette az ITV. Idén a tizenharmadik évadhoz hasonlóan szombaton a fellépések, vasárnap pedig az eredményhirdetés látható.

### Sztárfellépők
Az első eredményhirdetésen a 2017-es évad győztese a Rak-Su nevű formáció mutatta be új dalát, valamint színpadra lépett a A legnagyobb showman című film sztárja Keala Settle is. A második hétvégén a műsor tizenegyedik évadának győztese a Little Mix, valamint Kylie Minogue adott elő egy-egy dalt. A harmadik eredményhirdetésen a 2012-es évad nyertese James Arthur, valamint a One Direction egyik tagja Liam Payne lépett fel Jonas Blue-val, valamint Lennon Stellaval. A negyedik eredményhirdetésen Olly Murs és Michael Bublé lépett a show színpadára. Az ötödik héten Tom Walker és a műsor korábbi mentora Cheryl lépett a The X Factor színpadára. A hatodik héten a műsor vendégei voltak Benny Andersson és Björn Ulvaeus, akik tanácsokkal látták el a versenyzőket, valamint nézőként megjelentek a Mamma Mia! Sose hagyjuk abba című film színészei, vasárnap Zara Larsson lépett színpadra. A finálé szombati napján James Arthur és Anne-Marie, valamint George Ezra lépett fel, a vasárnapi napon pedigEllie Goulding, Nile Rodgers és a Chic, valamint a Take That kiegészülve Robbie Williams-szel lépett az SSE Arena színpadára.

### Eredmények összefoglalója
Jelmagyarázat
| – | A versenyző benne volt az utolsó kettő/háromban, párbajoznia kellett.                         |
| – | A versenyző benne volt az utolsó háromban, de a legkevesebb szavazatot kapva azonnal kiesett. |
| – | A versenyző a legkevesebb szavazatot kapta és kiesett párbaj nélkül.                          |
| – | Legtöbb szavazattal rendelkező versenyző.                                                     |

| Versenyző         | 1. hét                                 | 2. hét                               | 3. hét                           | 4. hét                             | 5. hét                             | 6. hét                                                                                   | 6. hét                              | 7. hét                                                            |
| Versenyző         | 1. hét                                 | 2. hét                               | 3. hét                           | 4. hét                             | 5. hét                             | Szombat                                                                                  | Vasárnap                            | 7. hét                                                            |
| ----------------- | -------------------------------------- | ------------------------------------ | -------------------------------- | ---------------------------------- | ---------------------------------- | ---------------------------------------------------------------------------------------- | ----------------------------------- | ----------------------------------------------------------------- |
| Dalton Harris     | 3. 9,3%                                | 2. 15,2%                             | 1. 15,9%                         | 2. 17,8%                           | 1. 22,8%                           | 1. 26,9%                                                                                 | 1. 31,4%                            | Nyertes 41,3%                                                     |
| Scarlett Lee      | 6. 7,4%                                | 4. 7,2%                              | 3. 9,5%                          | 4. 9,3%                            | 4. 11,3%                           | 2. 19,1%                                                                                 | 3. 22,3%                            | 2. 31,3%                                                          |
| Anthony Russell   | 1. 11,5%                               | 1. 15,6%                             | 2. 14,8%                         | 1. 18,8%                           | 2. 19,9%                           | 3. 18,9%                                                                                 | 2. 23,5%                            | 3. 27,4%                                                          |
| Acacia & Aaliyah  | 9. 6,2%                                | 7. 6,8%                              | 10. 6,5%                         | 8. 8,0%                            | 6. 9,8%                            | 4. 12,3%                                                                                 | 4. 14,7%                            | Kiesett (6. hét)                                                  |
| Brendan Murray    | 10. 4,9%                               | 12. 4,8%                             | 9. 6,6%                          | 5. 8,8%                            | 5. 10,5%                           | 5. 11,9%                                                                                 | Kiesett (6. hét)                    | Kiesett (6. hét)                                                  |
| Danny Tetley      | 8. 6,8%                                | 6. 6,8%                              | 7. 7,2%                          | 7. 8,1%                            | 3. 12,6%                           | 6. 10,9%                                                                                 | Kiesett (6. hét)                    | Kiesett (6. hét)                                                  |
| Shan Ako          | 2. 10,0%                               | 3. 7,9%                              | 4. 9,2%                          | 3. 9,8%                            | 7. 8,9%                            | Kiesett (5. hét)                                                                         | Kiesett (5. hét)                    | Kiesett (5. hét)                                                  |
| Bella Penfold     | 4. 8,5%                                | 9. 5,6%                              | 6. 7,2%                          | 6. 8,5%                            | 8. 8,1%                            | Kiesett (5. hét)                                                                         | Kiesett (5. hét)                    | Kiesett (5. hét)                                                  |
| Giovanni Spano    | 13. 3,4%                               | 10. 5,0%                             | 5. 7,8%                          | 9. 7,3%                            | Kiesett (4. hét)                   | Kiesett (4. hét)                                                                         | Kiesett (4. hét)                    | Kiesett (4. hét)                                                  |
| Misunderstood     | '5. 8,0%                               | 5. 7,2%                              | 8. 7,0%                          | 10. 6,9%                           | Kiesett (4. hét)                   | Kiesett (4. hét)                                                                         | Kiesett (4. hét)                    | Kiesett (4. hét)                                                  |
| Molly Scott       | 7. 7,2%                                | 8. 5,9%                              | 11. 4,5%                         | Kiesett (3. hét)                   | Kiesett (3. hét)                   | Kiesett (3. hét)                                                                         | Kiesett (3. hét)                    | Kiesett (3. hét)                                                  |
| United Vibe       | 12. 4,5%                               | 11. 4,8%                             | 12. 3,8%                         | Kiesett (3. hét)                   | Kiesett (3. hét)                   | Kiesett (3. hét)                                                                         | Kiesett (3. hét)                    | Kiesett (3. hét)                                                  |
| LMA Choir         | 11. 4,8%                               | 13. 4,5%                             | Kiesett (2. hét)                 | Kiesett (2. hét)                   | Kiesett (2. hét)                   | Kiesett (2. hét)                                                                         | Kiesett (2. hét)                    | Kiesett (2. hét)                                                  |
| Janice Robinson   | 14. 3,2%                               | 14. 4,6%                             | Kiesett (2. hét)                 | Kiesett (2. hét)                   | Kiesett (2. hét)                   | Kiesett (2. hét)                                                                         | Kiesett (2. hét)                    | Kiesett (2. hét)                                                  |
| Armstrong Martins | 15. 2,4%                               | Kiesett (1. hét)                     | Kiesett (1. hét)                 | Kiesett (1. hét)                   | Kiesett (1. hét)                   | Kiesett (1. hét)                                                                         | Kiesett (1. hét)                    | Kiesett (1. hét)                                                  |
| Olatunji Yearwood | 16. 1,9%                               | Kiesett (1. hét)                     | Kiesett (1. hét)                 | Kiesett (1. hét)                   | Kiesett (1. hét)                   | Kiesett (1. hét)                                                                         | Kiesett (1. hét)                    | Kiesett (1. hét)                                                  |
|                   |                                        |                                      |                                  |                                    |                                    |                                                                                          |                                     |                                                                   |
| Párbaj            | Martins, Robinson                      | LMA Choir, Murray                    | Acacia & Aaliyah, Scott          | Acacia & Aaliyah, Spano            | Acacia & Aaliyah, Ako              | Nincs párbaj, a zsűri sem szavaz, a két legkevesebb szavazatot szerző versenyző esik ki. | Acacia & Aaliyah, Lee               | Nincs párbaj, a zsűri sem szavaz, csak a nézői voksok számítanak. |
| Zsűri szavazása   | Ki essen ki?                           | Ki essen ki?                         | Ki essen ki?                     | Ki essen ki?                       | Ki essen ki?                       | Nincs párbaj, a zsűri sem szavaz, a két legkevesebb szavazatot szerző versenyző esik ki. | Ki jusson tovább?                   | Nincs párbaj, a zsűri sem szavaz, csak a nézői voksok számítanak. |
| Robbie Williams   | Martins                                | Murray                               | Nem volt jelen a kiszavazáson.   | Nem volt jelen a kiszavazáson.     | Nem volt jelen a kiszavazáson.     | Nincs párbaj, a zsűri sem szavaz, a két legkevesebb szavazatot szerző versenyző esik ki. | Acacia & Aaliyah                    | Nincs párbaj, a zsűri sem szavaz, csak a nézői voksok számítanak. |
| Nile Rodgers      | Nem volt jelen a kiszavazáson.         | Nem volt jelen a kiszavazáson.       | Scott                            | Spano                              | Ako                                | Nincs párbaj, a zsűri sem szavaz, a két legkevesebb szavazatot szerző versenyző esik ki. | Nem volt jelen.                     | Nincs párbaj, a zsűri sem szavaz, csak a nézői voksok számítanak. |
| Ayda Williams     | Martins                                | LMA Choir                            | Scott                            | Acacia & Aaliyah                   | Ako                                | Nincs párbaj, a zsűri sem szavaz, a két legkevesebb szavazatot szerző versenyző esik ki. | Lee                                 | Nincs párbaj, a zsűri sem szavaz, csak a nézői voksok számítanak. |
| Louis Tomlinson   | Robinson                               | LMA Choir                            | Scott                            | Spano                              | Acacia & Aaliyah                   | Nincs párbaj, a zsűri sem szavaz, a két legkevesebb szavazatot szerző versenyző esik ki. | Lee                                 | Nincs párbaj, a zsűri sem szavaz, csak a nézői voksok számítanak. |
| Simon Cowell      | Martins                                | Murray                               | Acacia & Aaliyah                 | Spano                              | Acacia & Aaliyah                   | Nincs párbaj, a zsűri sem szavaz, a két legkevesebb szavazatot szerző versenyző esik ki. | Lee                                 | Nincs párbaj, a zsűri sem szavaz, csak a nézői voksok számítanak. |
| Kiesett           | Olatunji Yearwood Legkevesebb szavazat | Janice Robinson Legkevesebb szavazat | United Vibe Legkevesebb szavazat | Misunderstood Legkevesebb szavazat | Bella Penfold Legkevesebb szavazat | Danny Tetley 10,9% a továbbjutáshoz                                                      | Acacia & Aaliyah 1/4 szavazat Zsűri | Anthony Russell 27,4% a győzelemhez                               |
| Kiesett           | Armstrong Martins 3/4 szavazat Zsűri   | LMA Choir 2/4 szavazat Nézők         | Molly Scott 3/4 szavazat Zsűri   | Giovanni Spano 3/4 szavazat Zsűri  | Shan Ako 2/4 szavazat Nézők        | Brendan Murray 11,9% a továbbjutáshoz                                                    | Acacia & Aaliyah 1/4 szavazat Zsűri | Scarlett Lee 31,3% a győzelemhez                                  |

### Az élő műsorok részletei

#### 1. hét (október 20/21.)
- Téma: "This is Me" (dal, amely a versenyzőt bemutatja)
- Sztárvendégek: Keala Settle ("This Is Me") és a Rak-Su ("I Want You To Freak")[26]

Ezen a héten két versenyző távozik a versenyből, a legkevesebb nézői voksot kapott énekes azonnal kiesik, míg a második és harmadik legkevesebb szavazattal rendelkező előadó párbajozik a továbbjutásért.
| Versenyző         | Sorrend | Dal                                       | Eredmény     |
| ----------------- | ------- | ----------------------------------------- | ------------ |
| Misunderstood     | 1.      | "Chewing Gum" (saját dal)                 | Továbbjutott |
| Anthony Russell   | 2.      | "Issues"                                  | Továbbjutott |
| Danny Tetley      | 3.      | "Hero"                                    | Továbbjutott |
| Molly Scott       | 4.      | "Fake Love"                               | Továbbjutott |
| Janice Robinson   | 5.      | "Clarity"                                 | Utolsó három |
| Brendan Murray    | 6.      | Break Free"                               | Továbbjutott |
| Bella Penfold     | 7.      | "Beneath Your Beautiful"                  | Továbbjutott |
| Armstrong Martins | 8.      | "Story of My Life"                        | Utolsó három |
| Giovanni Spano    | 9.      | "Saturday Night's Alright for Fighting"   | Továbbjutott |
| United Vibe       | 10.     | "Slow Hands"                              | Továbbjutott |
| Shan Ako          | 11.     | "Imagine"                                 | Továbbjutott |
| Olatunji Yearwood | 12.     | "Jiggle It" (saját dal)                   | Kiesett      |
| Scarlett Lee      | 13.     | "(You Make Me Feel Like) A Natural Woman" | Továbbjutott |
| LMA Choir         | 14.     | "Circle of Life"                          | Továbbjutott |
| Acacia & Aaliyah  | 15.     | "Finesse"                                 | Továbbjutott |
| Dalton Harris     | 16.     | "Life On Mars?"                           | Továbbjutott |
| Párbaj            |         |                                           |              |
| Janice Robinson   | 1.      | "The Climb"                               | Továbbjutott |
| Armstrong Martins | 2.      | "True Colors"                             | Kiesett      |

A zsűri szavazata
- Ayda Williams: Armstrong Martins – saját versenyzőjét védve.
- Louis Tomlinson: Janice Robinson – saját versenyzőjét védve.
- Robbie Williams: Armstrong Martins – nem adott indoklást.
- Simon Cowell: Armstrong Martins – Úgy érezte, hogy egyik párbaj dal sem volt megfelelő. Martinst érdekesebbnek találta, de Robinsonnak ad újabb lehetőséget.

A zsűri szavazatai alapján tehát Armstrong Martins számára ért véget a verseny.

#### 2. hét (október 27/28.)
- Téma: "Guilty Pleasures" (bűnös élvezet dalok)
- Sztárvendégek: Little Mix ("Woman Like Me") és Kylie Minogue ("Music's Too Sad Without You")[35]

Ezen a héten ismét két versenyző távozott a versenyből, ennek módja eltérő volt az első héten látottaktól. Az első kieső már az adás elején távozott a versenyből, míg a második versenyző csak a párbajt követően hagyta el a versenyt.
| Versenyző        | Sorrend | Dal                                  | Eredmény     |
| ---------------- | ------- | ------------------------------------ | ------------ |
| LMA Choir        | 1.      | "Proud Mary"                         | Utolsó kettő |
| Shan Ako         | 2.      | "Sorry Seems to Be the Hardest Word" | Továbbjutott |
| Danny Tetley     | 3.      | "Crazy for You"                      | Továbbjutott |
| Brendan Murray   | 4.      | "Believe"                            | Utolsó kettő |
| Misunderstood    | 5.      | "Close to You"                       | Továbbjutott |
| Molly Scott      | 6.      | "Little Do You Know"                 | Továbbjutott |
| Dalton Harris    | 7.      | "I Have Nothing"                     | Továbbjutott |
| Scarlett Lee     | 8.      | "Always on My Mind"                  | Továbbjutott |
| Acacia & Aaliyah | 9.      | "All My Life"/ "Shutdown"            | Továbbjutott |
| Giovanni Spano   | 10.     | "...Baby One More Time"              | Továbbjutott |
| Anthony Russell  | 11.     | "I Want to Know What Love Is"        | Továbbjutott |
| United Vibe      | 12.     | "Party in the U.S.A."                | Továbbjutott |
| Bella Penfold    | 13.     | "Diamonds Are Forever"               | Továbbjutott |
| Janice Robinson  | 14.     | "Show Me Love"                       | Kiesett      |
| Párbaj           |         |                                      |              |
| LMA Choir        | 1.      | "A Change Is Gonna Come"             | Kiesett      |
| Brendan Murray   | 2.      | "High and Dry"                       | Továbbjutott |

A zsűri szavazata
- Robbie Williams: Brenda Murray – saját versenyzőjét védve.
- Louis Tomlinson: LMA Choir – saját versenyzőjét védve.
- Simon Cowell: Brendan Murray – nem adott indoklást.
- Ayda Williams: LMA Choir – a párbajdal alapján.

A zsűri nem tudta eldönteni, hogy ki távozzon a versenyből a korábbi nézői voksok alapján a legkevesebb szavazatot az LMA Choir kapta, tehát számára ért véget a verseny.

#### 3. hét (november 3/4.)
- Téma: "Fright Night" (Halloween témájú dalok)
- Sztárvendégek: James Arthur ("Empty Space") és Jonas Blue, Liam Payne & Lennon Stella ("Polaroid") [28][39]

Robbie Williams az eheti eredményhirdetésen és a negyedik heti adásokban koncertjei miatt nem tud részt venni, helyét a zsűriben ideiglenesen Nile Rodgers veszi át. A fellépés miatt a szombati adást a csatorna nem élőben közvetíti, a műsort aznap este korábban veszik majd fel.
| Versenyző        | Sorrend | Dal                         | Eredmény     |
| ---------------- | ------- | --------------------------- | ------------ |
| Molly Scott      | 1.      | "Toxic"                     | Utolsó három |
| Dalton Harris    | 2.      | "Creep"                     | Továbbjutott |
| United Vibe      | 3.      | "Bleeding Love"             | Kiesett      |
| Shan Ako         | 4.      | "The Sound of Silence"      | Továbbjutott |
| Danny Tetley     | 5.      | "Who Wants to Live Forever" | Továbbjutott |
| Anthony Russell  | 6.      | "Demons"                    | Továbbjutott |
| Misunderstood    | 7.      | "Thriller"                  | Továbbjutott |
| Scarlett Lee     | 8.      | "I Put a Spell on You"      | Továbbjutott |
| Acacia & Aaliyah | 9.      | "Jump"                      | Utolsó három |
| Bella Penfold    | 10.     | "In My Blood"               | Továbbjutott |
| Brendan Murray   | 11.     | "Youngblood"                | Továbbjutott |
| Gio Spano        | 12.     | "Live and Let Die"          | Továbbjutott |
| Párbaj           |         |                             |              |
| Acacia & Aaliyah | 1.      | "Big for Your Boots"        | Továbbjutott |
| Molly Scott      | 2.      | "Human"                     | Kiesett      |

A zsűri szavazata
- Nile Rodgers: Molly Scott – a párbajdal alapján, de ezzel Williams versenyzőjét védve.
- Simon Cowell: Acacia & Aaliyah – saját versenyzőjét védve, de meglepte a nézői voksok eredménye.
- Ayda Williams: Molly Scott – a párbajdal alapján.
- Louis Tomlinson: Molly Scott – véleménye szerint Scott még nem áll készen igazi művész lenni.

A zsűri többségi döntése alapján a verseny Molly Scott számára ért véget.

#### 4. hét (november 10/11.)
- Téma: "Movies" (dalok filmekből)
- Sztárvendégek: Michael Bublé ("When I Fall in Love") és Olly Murs ft. Lady Leshurr ("Moves")[29]

Ezen a héten is két előadó esett ki a versenyből.
| Versenyző        | Sorrend | Dal                       | Film                      | Eredmény     |
| ---------------- | ------- | ------------------------- | ------------------------- | ------------ |
| Giovanni Spano   | 1.      | "The Greatest Show"       | A legnagyobb showman      | Utolsó három |
| Dalton Harris    | 2.      | "California Dreamin'"     | Törésvonal                | Továbbjutott |
| Scarlett Lee     | 3       | "I'll Never Love Again"   | Csillag születik          | Továbbjutott |
| Brendan Murray   | 4.      | "Everybody Hurts"         | Földre szállt boszorkány  | Továbbjutott |
| Acacia & Aaliyah | 5.      | "Survivor"                | Tomb Raider               | Utolsó három |
| Bella Penfold    | 6.      | "A Million Dreams"        | A legnagyobb showman      | Továbbjutott |
| Misunderstood    | 7.      | "Maniac"                  | Flashdance                | Kiesett      |
| Danny Tetley     | 8.      | "My Heart Will Go On"     | Titanic                   | Továbbjutott |
| Anthony Russell  | 9.      | "Eye of the Tiger"        | Rocky III                 | Továbbjutott |
| Shan Ako         | 10.     | "Never Enough"            | A legnagyobb showman      | Továbbjutott |
| Párbaj           |         |                           |                           |              |
| Giovanni Spano   | 1.      | "Let Me Entertain You"    | "Let Me Entertain You"    | Kiesett      |
| Acacia & Aaliyah | 2       | "All My Life"/ "Shutdown" | "All My Life"/ "Shutdown" | Továbbjutott |

A zsűri szavazata
- Rodgers: Giovanni Spano – saját versenyzőjét védve.
- Williams: Acacia & Aaliyah – saját versenyzőjét védve.
- Tomlinson: Giovanni Spano –  szerinte Acacia & Aaliyah valószínűbb, hogy jól teljesít a zenei piacon, míg Spanot a színházban képzeli el inkább.
- Cowell: Giovanni Spano – nem indokolta meg igazán, de mindegyik versenyzőt dicsérte.

A zsűri többségi döntése alapján a verseny Giovanni Spano számára ért véget.

#### 5. hét (november 17/18.)
- Téma: "Big Band" (a dalokat nagyzenekar kíséri)
- Sztárvendégek: Tom Walker ("Leave A Light On") és Cheryl ("Love Made Me Do It")[30]

Ezen a héten is két előadó esett ki a versenyből. A legjobb nyolc versenyző részt vehet a jövőre rendezendő The X Factor: Live Tour eseményeken.
| Versenyző        | Sorrend | Dal                          | Eredmény     |
| ---------------- | ------- | ---------------------------- | ------------ |
| Scarlett Lee     | 1.      | "Can't Take My Eyes Off You" | Továbbjutott |
| Brendan Murray   | 2.      | "Say Something"              | Továbbjutott |
| Shan Ako         | 3.      | "Summertime"                 | Utolsó három |
| Anthony Russell  | 4.      | "Beyond the Sea"             | Továbbjutott |
| Acacia & Aaliyah | 5.      | "Act Our Age" (saját dal)    | Utolsó három |
| Bella Penfold    | 6.      | "Strong"                     | Kiesett      |
| Dalton Harris    | 7.      | "Listen"                     | Továbbjutott |
| Danny Tetley     | 8.      | "My Way"                     | Továbbjutott |
| Párbaj           |         |                              |              |
| Shan Ako         | 1.      | "Rise Up"                    | Kiesett      |
| Acacia & Aaliyah | 2.      | "Bang Bang"                  | Továbbjutott |

A zsűri szavazata
- Cowell: Acacia & Aaliyah – saját versenyzőjét védve.
- Rodgers: Shan Ako – saját versenyzőjét védve.
- Tomlinson: Acacia & Aaliyah – a párbaj produkció alapján.
- Williams: Shan Ako – nem tudott dönteni, a nézők szavazatára kívánta bízni.

A nézői döntés alapján a verseny Shan Ako számára ért véget.

#### 6. hét (november 24/25.)
- Téma: Dal, ami eljuttat a fináléba & Mamma Mia! (ABBA dalok) és a nagy elődöntő erőpróba (vasárnap)
- Sztárvendégek: Benny Andersson & Björn Ulvaeus, valamint a Mamma Mia! Sose hagyjuk abba színészei (szombaton) és Zara Larsson ("Ruin My Life") (vasárnap)

Ezen a héten a szombati adásban két versenyző, majd vasárnap egy előadó esik ki a versenyből, így mindössze hárman jutnak be a műsor fináléjába.
| Versenyző        | Sorrend | Első dal                                | Sorrend                                 | Második dal                             | Sorrend                                 | Harmadik dal (vasárnap)                 | Eredmény     |
| ---------------- | ------- | --------------------------------------- | --------------------------------------- | --------------------------------------- | --------------------------------------- | --------------------------------------- | ------------ |
| Brendan Murray   | 1.      | "Run"                                   | 11.                                     | "I Have a Dream"                        | Szombaton kiesett a versenyből.         | Szombaton kiesett a versenyből.         | Kiesett      |
| Danny Tetley     | 2.      | "This Is My Life"                       | 12.                                     | "Thank You for the Music"               | Szombaton kiesett a versenyből.         | Szombaton kiesett a versenyből.         | Kiesett      |
| Dalton Harris    | 3.      | "Feeling Good"                          | 7.                                      | "SOS"                                   | 1.                                      | "Clown"                                 | Továbbjutott |
| Acacia & Aaliyah | 4.      | "Blinded by Your Grace, Pt. 2"/ "I Win" | 10.                                     | "Money, Money, Money"                   | 2.                                      | "Big for Your Boots"/ "Shutdown"        | Utolsó kettő |
| Anthony Russell  | 5.      | "Livin' on a Prayer"                    | 8.                                      | "The Name of the Game"                  | 3.                                      | "Don't Look Back in Anger"              | Továbbjutott |
| Scarlett Lee     | 6.      | "This Is Me"                            | 9.                                      | "The Winner Takes It All"               | 4.                                      | "I Didn't Know My Own Strength"         | Utolsó kettő |
| Párbaj           |         |                                         |                                         |                                         |                                         |                                         |              |
| Acacia & Aaliyah | 1.      | "Blinded by Your Grace, Pt. 2"/ "I Win" | "Blinded by Your Grace, Pt. 2"/ "I Win" | "Blinded by Your Grace, Pt. 2"/ "I Win" | "Blinded by Your Grace, Pt. 2"/ "I Win" | "Blinded by Your Grace, Pt. 2"/ "I Win" | Kiesett      |
| Scarlett Lee     | 2.      | "This Is Me"                            | "This Is Me"                            | "This Is Me"                            | "This Is Me"                            | "This Is Me"                            | Továbbjutott |

A zsűri szavazata továbbjutáshoz
- Simon Cowell: Scarlett Lee – saját versenyzője továbbjuttatása érdekében.
- Robbie Williams: Acacia & Aaliyah – saját versenyzője továbbjuttatása érdekében.
- Ayda Williams: Scarlett Lee – a párbaj alapján.
- Louis Tomlinson: Scarlett Lee – a párbaj alapján.

A zsűri többségi döntése alapján Scarlett Lee juthatott tovább a fináléba, ez azt jelenti, hogy Acacia & Aaliyah távozott a versenyből.

#### 7. hét: Finálé (december 1/2.)
A show fináléja idén az SSE Arena, Wembley-ben Londonban kerül megrendezésre. 2007 óta először nem esik ki egy versenyző sem szombaton.
december 1. (szombat)
- Közös produkció: Robbie Williams dalainak egyvelege (A legjobb 10 versenyző Robbie Williamsszel)
- Sztárvendégek: James Arthur & Anne-Marie ("Rewrite the Stars") és George Ezra" ("Shotgun")

| Versenyző       | Sorrend | Első dal         | Sorrend | Duett                                   |
| --------------- | ------- | ---------------- | ------- | --------------------------------------- |
| Anthony Russell | 1.      | "Let It Be"      | 4.      | "Leave a Light On" Tom Walkerrel        |
| Dalton Harris   | 2.      | "A Song for You" | 5.      | "Beneath Your Beautiful" Emeli Sandével |
| Scarlett Lee    | 3.      | "Your Song"      | 6.      | "Angels" Robbie Williamsszel            |

december 2. (vasárnap)
- Közös produkció:
- Sztárvendégek: Ellie Goulding ("Close to Me"), Nile Rodgers & Chic ("Medley"), valamint a Take That kiegészülve Robbie Williams-szel ("Shine" és "Everything Changes")

| Versenyző       | Sorrend | Duett                                  | Eredmény           |
| --------------- | ------- | -------------------------------------- | ------------------ |
| Anthony Russell | 1.      | "I Predict a Riot" a Kaiser Chiefsszel | Harmadik helyezett |
| Scarlett Lee    | 2.      | "One More Sleep" Leona Lewisszal       | Második helyezett  |
| Dalton Harris   | 3.      | "The Power of Love" James Arthurral    | Nyertes            |

Az évad győztese Dalton Harris lett. A győztes dalból befolyó bevételeket idén is két jótékonysági szervezet kapja majd meg.

## Nézettség
| Epizód              | Vetítés időpontja    | Nézők száma | Adásidő  |
| ------------------- | -------------------- | ----------- | -------- |
| Válogatás 1.        | 2018. szeptember 1.  | 7,59 millió | 75 perc  |
| Válogatás 2.        | 2018. szeptember 2.  | 6,43 millió | 60 perc  |
| Válogatás 3.        | 2018. szeptember 8.  | 6,57 millió | 75 perc  |
| Válogatás 4.        | 2018. szeptember 9.  | 6,38 millió | 60 perc  |
| Válogatás 5.        | 2018. szeptember 15. | 7,08 millió | 75 perc  |
| Válogatás 6.        | 2018. szeptember 16. | 6,08 millió | 60 perc  |
| Válogatás 7.        | 2018. szeptember 22. | 6,59 millió | 75 perc  |
| Válogatás 8.        | 2018. szeptember 23. | 6,34 millió | 60 perc  |
| Hat-szék kihívás 1. | 2018. szeptember 29. | 6,27 millió | 90 perc  |
| Hat-szék kihívás 2. | 2018. szeptember 30. | 6,38 millió | 60 perc  |
| Hat-szék kihívás 3. | 2018. október 6.     | 6,38 millió | 75 perc  |
| Mentorok háza 1.    | 2018. október 7.     | 6,19 millió | 60 perc  |
| Mentorok háza 2.    | 2018. október 13.    | 6,88 millió | 75 perc  |
| Mentorok háza 3.    | 2018. október 14.    | 6,26 millió | 60 perc  |
| Élő show 1.         | 2018. október 20.    | 5,55 millió | 130 perc |
| Eredményhirdetés 1. | 2018. október 21.    | nincs adat  | 60 perc  |
| Élő show 2.         | 2018. október 27.    | 5,29 millió | 120 perc |
| Eredményhirdetés 2. | 2018. október 28.    | nincs adat  | 60 perc  |
| Élő show 3.         | 2018. november 3.    | nincs adat  | 120 perc |
| Eredményhirdetés 3. | 2018. november 4.    | nincs adat  | 70 perc  |
| Élő show 4.         | 2018. november 10.   | 5,03 millió | 95 perc  |
| Eredményhirdetés 4. | 2018. november 11.   | nincs adat  | 60 perc  |
| Élő show 5.         | 2018. november 17.   | 4,99 millió | 90 perc  |
| Eredményhirdetés 5. | 2018. november 18.   | 5,42 millió | 60 perc  |
| Élő show 6.         | 2018. november 24.   | nincs adat  | 90 perc  |
| Eredményhirdetés 6. | 2018. november 25.   | nincs adat  | 60 perc  |
| Finálé I.           | 2018. december 1.    | nincs adat  | 120 perc |
| Finálé II.          | 2018. december 2.    | nincs adat  | 90 perc  |